# Danh sách sông ở Qatar
Qatar không có sông mà chỉ là sông cạn. Đây là Danh sách các sông cạn ở Qatar.
- Wadi Asmah
- Wadi Banat
- Wadi Diyab
- Wadi Ghirban
- Wadi Huwaylah